# William Wentworth (1790–1872)
William Charles Wentworth, född den 13 augusti 1790, död den 20 mars 1872, var en australisk poet, upptäcktsresande, journalist och politiker, farfars far till William Wentworth (1907–2003).
Wentworth var en av de ledande personerna i det tidiga koloniala Nya Sydwales. Han var den förste infödde australiern som blev känd i utlandet och en ledande förespråkare för självstyre för de australiska kolonierna.